# Tuvvaktelbär

Tuvvaktelbär (Gaultheria procumbens), eller tebär, är en buske i släktet vaktelbär och familjen ljungväxter, hemmahörande i nordöstra Nordamerika. Den förekommer från Newfoundland västerut till Manitoba och söderut till Alabama.
Tuvvaktelbär är en liten buske, som blir 10–15 centimeter hög och är grön året om. Bladen är läderartade. De röda bären går att äta och har en svag mintsmak. Bladen plockas för att göra örtte. Den har också varit medicinalväxt i den nordamerikanska ursprungsbefolkningens bruk.